# Ferenc Kárpáti
Dans le nom hongrois Kárpáti Ferenc, le nom de famille précède le prénom, mais cet article utilise l’ordre habituel en français Ferenc Kárpáti, où le prénom précède le nom.
Pour les articles homonymes, voir Kárpáti.
Ferenc Kárpáti (né le 16 octobre 1926 à Putnok – mort le 27 septembre 2013 à Budapest) est un homme politique hongrois. Il a été le dernier ministre de la Défense du régime communiste hongrois.